# Generator elektryczny
Generator elektryczny – urządzenie przetwarzające na energię elektryczną inne rodzaje energii, w tym energię mechaniczną. Większość generatorów wytwarza energię elektryczną w wyniku indukcji elektromagnetycznej. Generatory te mają elementy poruszające się w polu magnetycznym lub wytwarzane jest zmienne pole magnetyczne. Zjawisko odwrotne, czyli przekształcenie energii elektrycznej w energię mechaniczną występuje w silnikach. Silniki i generatory wykorzystujące zjawisko indukcji elektromagnetycznej mają wiele podobieństw. Zalicza się je do tak zwanych maszyn elektrycznych. Część generatorów elektrycznych wytwarza energię elektryczną w wyniku innych zjawisk fizycznych.
Źródłem energii mechanicznej w generatorach indukcyjnych może być przegrzana para wodna napędzająca turbinę parową, powstała dzięki ciepłu uzyskanemu z paliwa (np. spalania paliw kopalnych lub reakcji jądrowych) lub promieniowania słonecznego, woda przepływająca przez turbinę wodną lub koło wodne, spalane paliwo w silniku spalania wewnętrznego lub turbinie gazowej, energia kinetyczna przepływającego powietrza w turbinie wiatrowej, napędzana siłą mięśni korba, sprężone powietrze lub jakiekolwiek inne źródło energii mechanicznej. Źródłem energii zamienianej bezpośrednio na energię elektryczną może być też ciepło wykorzystywane w termogeneratorach lub generatorach MHD, energia wiązań atomowych wykorzystywana w ogniwach paliwowych lub energia słoneczna wykorzystana w fotoogniwach.
Literą R oznaczono generatory z częściami ruchomymi – wirującym rotorem, a literą B generatory przetwarzające bezpośrednio energię pierwotną na energię elektryczną. 

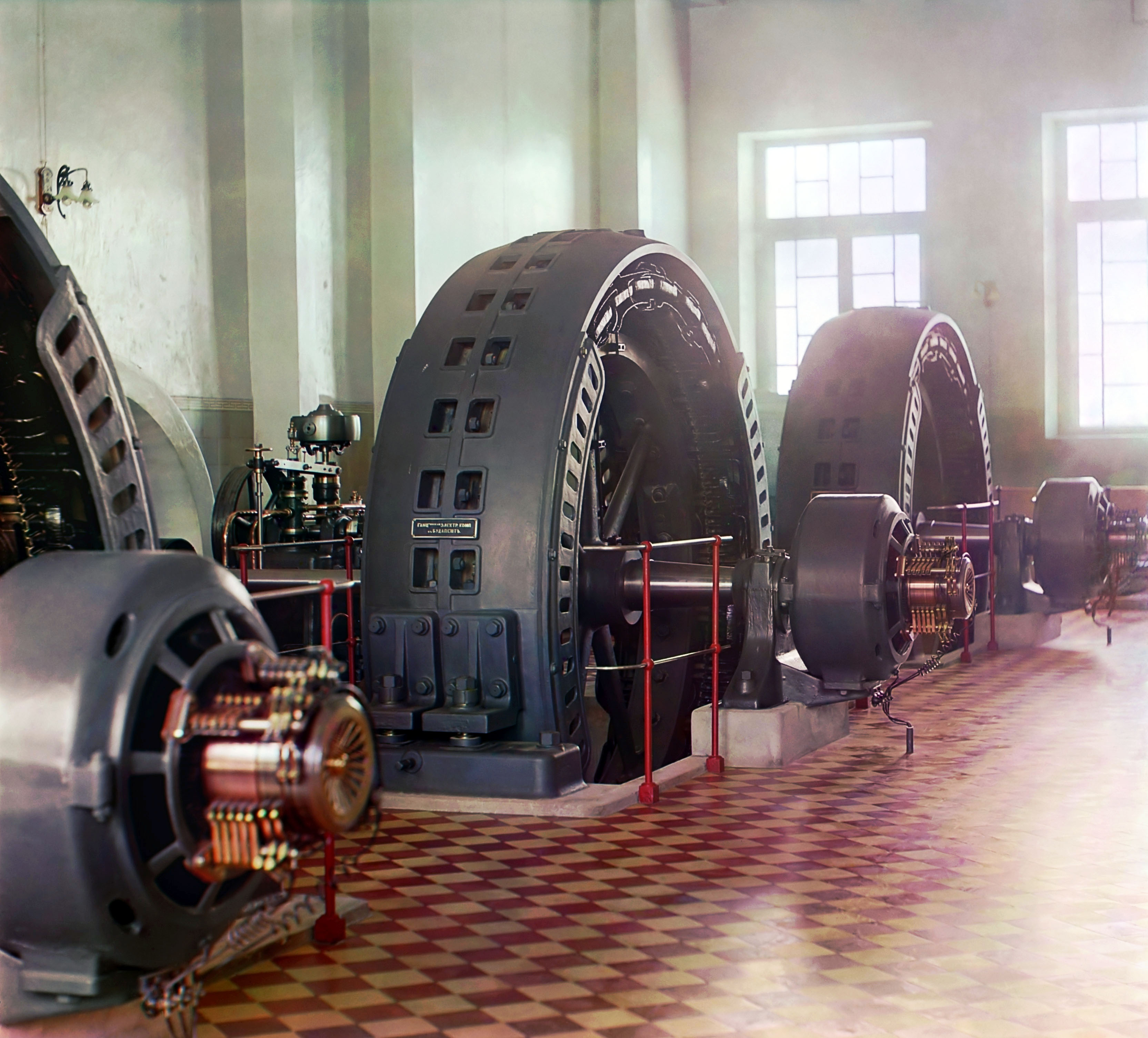
Alternator z początku XX wieku; wyprodukowany w Budapeszcie, stojący w elektrowni wodnej.

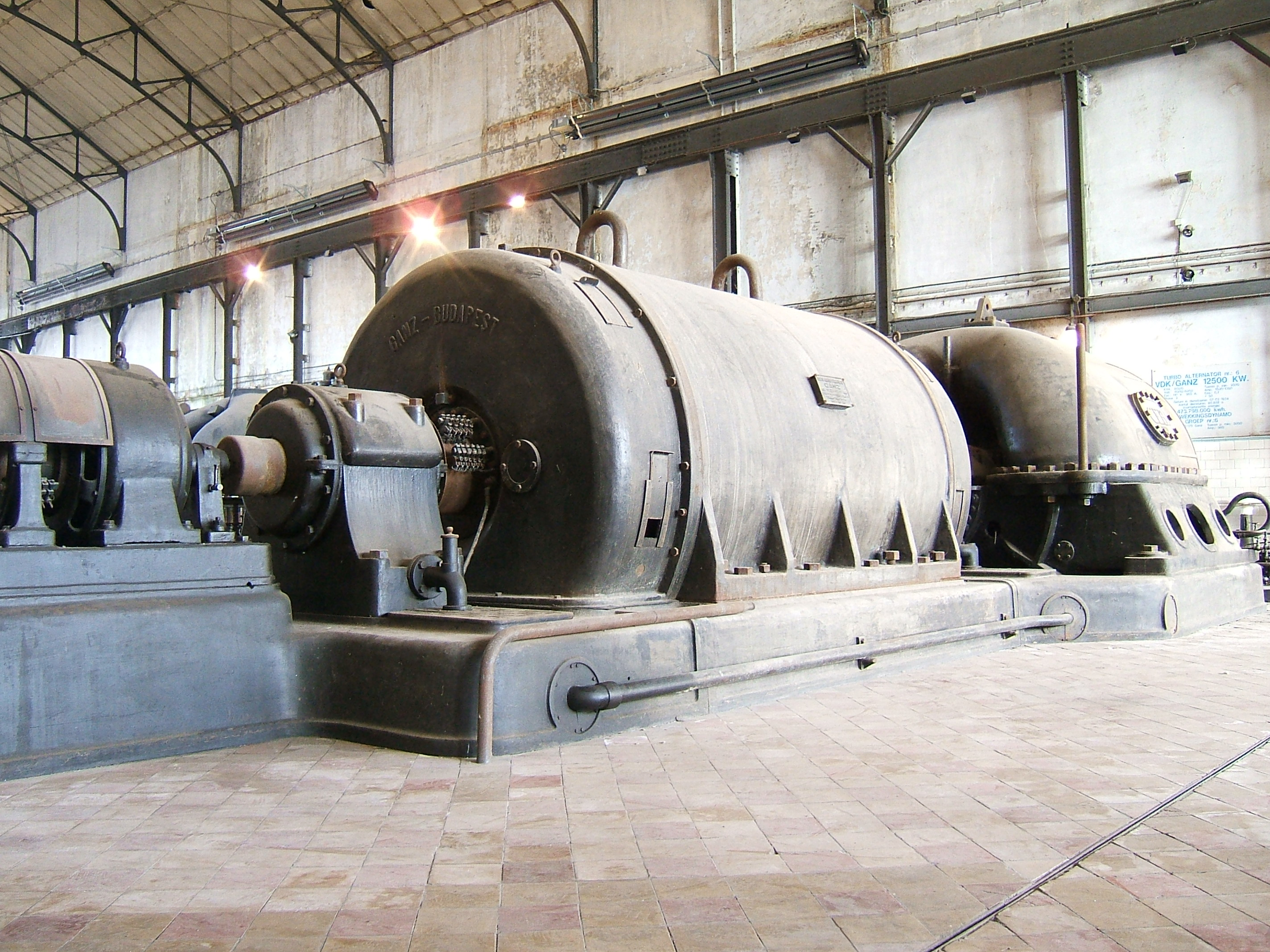
Generator w Zwevegem w Belgii

| Energia pierwotna                     | Energia pierwotna                                                                 | Generator                                         |     |
| ------------------------------------- | --------------------------------------------------------------------------------- | ------------------------------------------------- | --- |
| Mechaniczna                           | Mechaniczna                                                                       | Prądnica                                          | R   |
| Energia potencjalna i kinetyczna wody | Energia potencjalna i kinetyczna wody                                             | Turbina wodna                                     | R   |
| Energia kinetyczna powietrza          | Energia kinetyczna powietrza                                                      | Turbina wiatrowa                                  | R   |
| Chemiczna – energia wiązań atomowych  | Chemiczna – energia wiązań atomowych                                              | Ogniwo paliwowe                                   | B   |
| Cieplna                               | Silnik spalinowy                                                                  | Agregat prądotwórczy                              | R   |
| Cieplna                               | Para wodna powstała dzięki ciepłu uzyskanemu z paliwa                             | Turbogenerator                                    | R   |
| Cieplna                               | Bezpośrednia zamiana na energię elektryczną                                       | Termogenerator – ogniwa termowoltaiczne           | B   |
| Cieplna                               | Bezpośrednia zamiana na energię elektryczną                                       | Generator MHD                                     | B   |
| Promieniowanie słoneczne              | Ogrzane powietrze – ruch konwekcyjny                                              | Wieża słoneczna                                   | B/R |
| Promieniowanie słoneczne              | Para wodna uzyskana z promieniowania słonecznego                                  | Cieplna elektrownia słoneczna                     | R   |
| Promieniowanie słoneczne              | Fotoogniwa                                                                        | Ogniwa fotowoltaiczne                             | B   |
| Promieniowanie słoneczne              | Ciepło – promieniowanie podczerwone                                               | Termowoltaiczne ogniwo z koncentratorem (lustrem) | B   |
| Energia promienista                   | Energia cieplna                                                                   | Radioizotopowy generator termoelektryczny         | B   |
| Energia promienista                   | Bezpośrednia zamiana promieniowania jonizującego (β lub α) na energie elektryczną | Bateria jądrowa – Baterie betawoltaiczne          | B   |
| Energia promienista                   | Bezpośrednia zamiana na ruch                                                      | Radioizotopowy generator pizoelektryczny          | B   |

## Zasada działania
Generator elektryczny wykorzystujący zjawisko indukcji magnetycznej, nie „tworzy” zawsze obecnego w przewodniku ładunku elektrycznego, a jedynie go „przesuwa”. Można to porównać do pompy wodnej, która powoduje przepływ wody, ale nie „tworzy” wody w rurach. Generatory mogą też bazować na wykorzystaniu innych zjawisk fizycznych: piezoelektryczność, przepływ plazmy w polu magnetycznym – magnetohydrodynamika itp. Konstrukcja generatorów indukcyjnych jest podobna do budowy silnika elektrycznego. Wszystkie typy generatorów indukcyjnych (wykorzystujących zasady indukcji magnetycznej) mogą w specyficznych warunkach pracować jako silniki.

## Terminologia
W generatorach indukcyjnych można wyróżnić dwie podstawowe części.
Elementy mechaniczne:
- wirnik – rotor: część wirująca, na której zamontowano uzwojenie lub magnesy stałe
- stojan: część stacjonarną na której zamontowano uzwojenie lub magnesy stałe

Elementy elektryczne:
- twornik, w którym generowane jest napięcie i prąd elektryczny – wykonaną jako jedna lub więcej cewek indukcyjnych. Twornica może być umieszczona na rotorze lub stojanie w zależności od konstrukcji.
- magneśnicę lub uzwojenie wzbudzenia, w którym wytwarza się pole magnetyczne. Magnes stały lub cewka indukcyjna, przez którą płynie prąd stały lub zmienny w zależności od typu i konstrukcji generatora. Magneśnica może być umieszczona na rotorze lub stojanie w zależności od konstrukcji.

## Historia rozwoju
Zanim odkryto połączenie pomiędzy zjawiskami magnetyzmu i elektryczności, znano zjawiska elektrostatyczne. Wymyślono generatory elektrostatyczne wytwarzające bardzo wysokie napięcia. Charakteryzowały się one bardzo małą wydajnością prądową.
Pracowały na zasadzie wykorzystania poruszających się ładowanych elektrostatycznie trzpieni, płyt lub dysków, przenoszących ładunek elektryczny na elektrodę o wysokim potencjale. Ładunek elektrostatyczny był wytwarzany na dwa różne sposoby:
- Indukcja elektrostatyczna
- Efekt triboelektryczny (ładowanie przez pocieranie), gdzie kontakt między dwoma izolatorami powoduje gromadzenie się ładunków elektryczne w sposób charakterystyczny dla materiału, z jakiego wykonane są izolatory.

Z powodu trudności izolowania maszyn produkujących bardzo wysokie napięcia, elektrostatyczne generatory miały małą sprawność i nigdy nie zostały użyte w zastosowaniach komercyjnych – przy produkcji znaczących ilości energii elektrycznej. Maszyna Wimshurst i generator Van de Graaffa są przykładami tych maszyn używanych do dziś.

### Dysk Faradaya

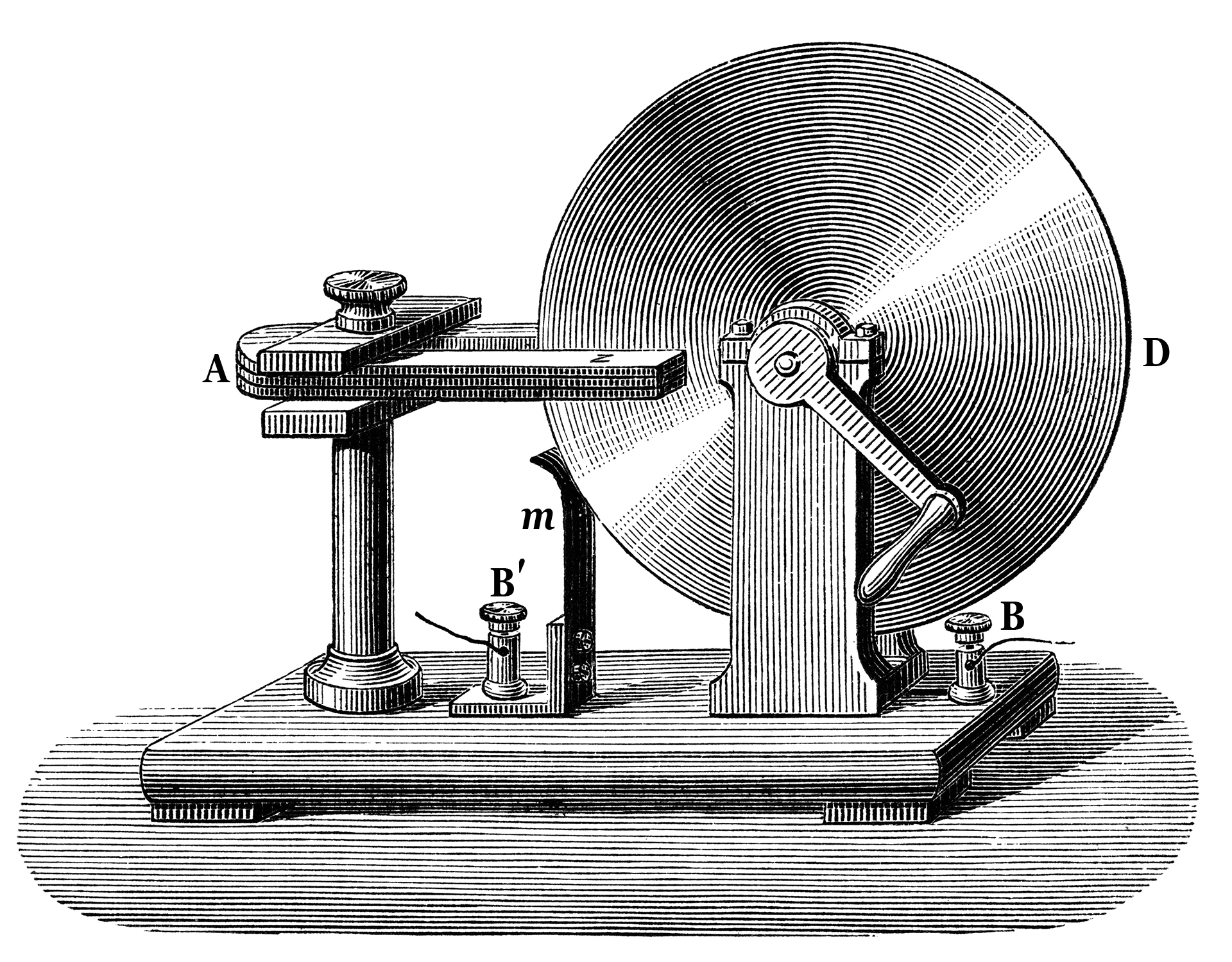
Dysk Faradaya

W latach 1831–1832 Michael Faraday odkrył zasady działania generatorów elektromagnetycznych. Reguła ta, nazwana później Prawem indukcji elektromagnetycznej Faradaya mówi, że na końcach przewodnika elektrycznego poruszającego się w polu magnetycznym pojawia się różnica potencjałów elektrycznych, a więc napięcie elektryczne, wprost proporcjonalne do szybkości ruchu tego przewodnika w poprzek strumienia magnetycznego. Równanie opisujące to zjawisko stało się jednym z równań Maxwella opisujących własności pola elektrycznego i magnetycznego oraz zależności między nimi. Zamknięcie obwodu powoduje przepływ prądu elektrycznego w wyniku różnicy potencjałów.
Michael Faraday zbudował pierwszy generator elektromagnetyczny, nazwany Dyskiem Faradaya, będący typem generatora homopolarnego. Zbudowany jest z miedzianego dysku wirującego wewnątrz biegunów podkowiastego magnesu stałego. Dysk Faradaya generuje małe napięcie i bardzo duży prąd. W latach 60 wieku XX Sir Mark Oliphant pracujący w Australian National University zbudował 500 MJ wysokoprądowy Dysk Faradaya, z którego uzyskiwano prąd o wartości aż do 2 MA.
Konstrukcja taka jest bardzo nieefektywna. Pojawiają się prądy płynące w przeciwnym do kierunku użytecznego, w rejonach poza strumieniem magnetycznym od magnesu stałego. Prądy te ograniczają moc wyjściową, którą można pobrać z dysku. Powodują także rozgrzewanie się dysku. W późniejszych typach generatorów homopolarnych rozwiązywano ten problem wykorzystując macierze magnesów stałych umieszczonych wokół obwodu, tak by ustabilizować kierunek przepływu prądu 

### Dynamo – prądnica prądu stałego

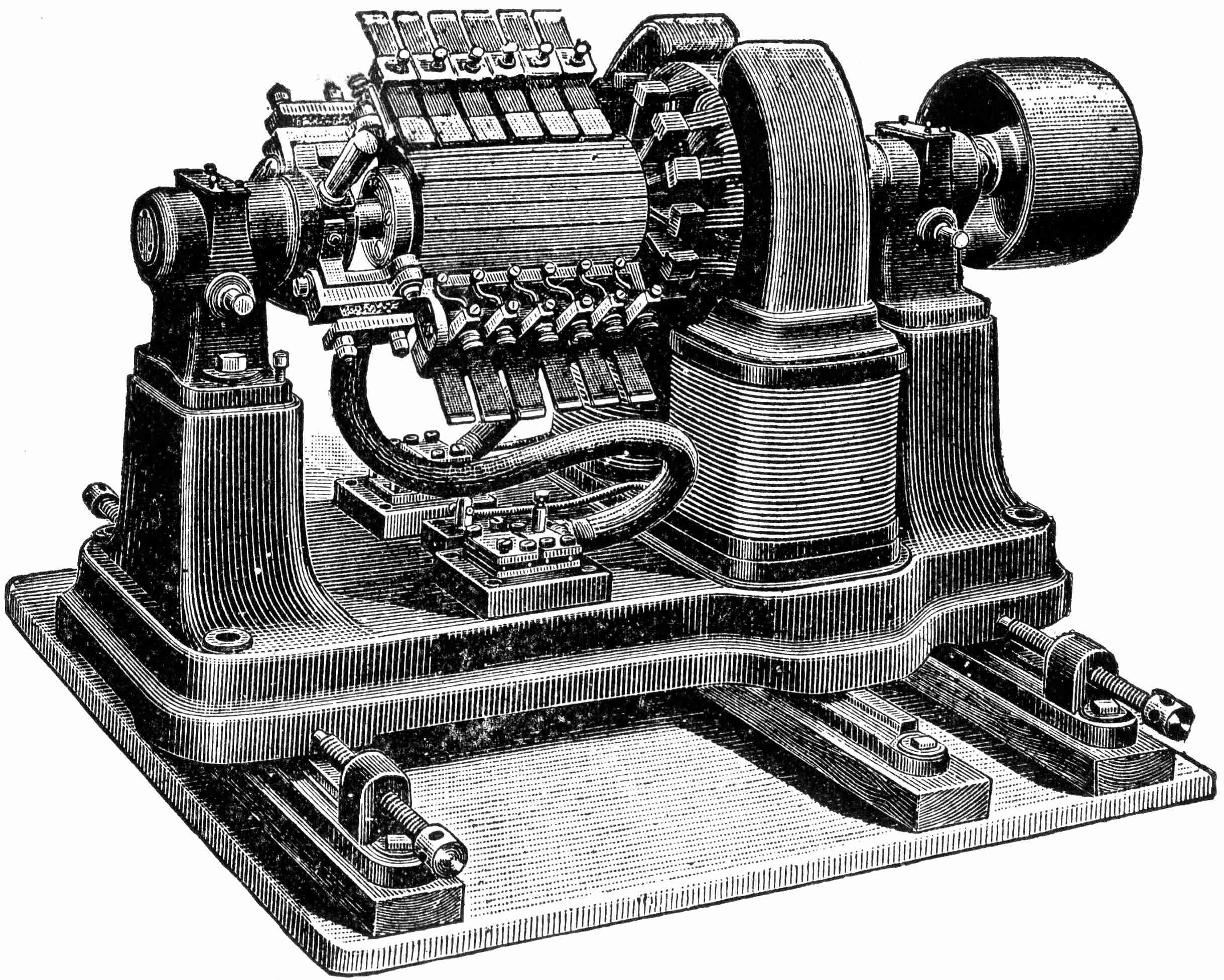
Dane techniczne prądnicy prądu stałego w procesach elektrolizy: Prąd 310 A; Napięcie 7 V, Moc: 2170 W, Prędkość obrotowa 1400 obr./min

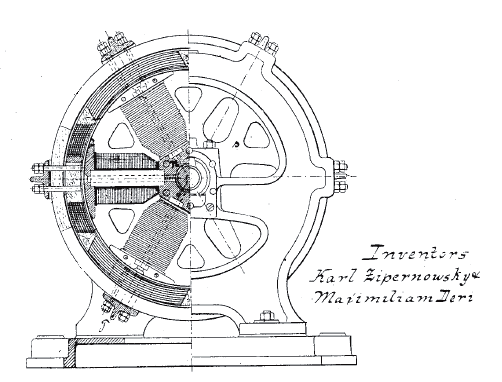
Prądnica prądu stałego – przekrój poprzeczny

Dynamo było pierwszym generatorem elektrycznym zdolnym dostarczać energię elektryczną na skalę przemysłową.
Dynamo, zwane też prądnicą prądu stałego wykorzystuje oddziaływanie elektromagnetyczne do zamiany energii ruchu obrotowego na energię elektryczną. Wykorzystanie komutatora pozwala uzyskać prąd pulsujący. Pierwsze dynamo wybudował Hippolyte Pixii w 1832 roku.
Prądnica prądu stałego składa się ze stojana wytwarzającego stałe pole magnetyczne (magneśnicy) oraz obracającego się wirnika, na którym nawinięto uzwojenia (twornika). W małych maszynach – prądnicach pole magnetyczne wytwarzane jest przez jeden lub więcej magnesów stałych umieszczonych w stojanie. W większych stałe pole magnetyczne jest wytwarzane przez cewki indukcyjne, w których płynie prąd stały. Cewki takie zwane są także uzwojeniem wzbudzenia. Pod koniec XIX w., zanim upowszechnił się prąd przemienny, prądnice prądu stałego o dużych mocach były podstawowym źródłem energii elektrycznej.
Dynamo związane jest z szeregiem przypadkowych odkryć, w tym z: z silnikiem elektrycznym prądu stałego, alternatorem prądu przemiennego, silnikami: asynchronicznym i synchronicznym oraz przekształtnikami elektromechanicznymi.
Ze względu na złożoność budowy prądnice prądu stałego nie są obecnie wykorzystywane do produkcji energii elektrycznej dużych mocy. Powodem jest fakt, że komutator nie jest zdolny długotrwałe, bez uszkodzeń, przewodzić dużych prądów. Jak skomplikowane problemy techniczne musi rozwiązać konstruktor pokazuje urządzenie, które widać na rysunku obok. Rycina przedstawia prądnicę z 1917 roku wykorzystywaną w przemysłowym procesie elektrolizy i galwanizacji. Jest to typowy przykład złożoności problemów technicznych przy konstruowaniu komutatora zdolnego przewodzić duży prąd powstający w wirniku. Jak widać, komutator jest około 3 razy większy niż stojan i pozostała część wirnika.
Współczesne systemy dystrybucji energii elektrycznej oparte są na prądzie przemiennym. Znaczenie prądnic prądu stałego znacznie się zmniejszyło. Obecnie szeroko stosowane są tanie elektroniczne układy przetwarzające prąd zmienny na prąd stały. Nie ma w tej chwili potrzeby budować tak skomplikowanych systemów produkcji energii elektrycznej.
Prądnice prądu stałego stosuje się w samochodach, są jednak zastępowane wydajniejszymi i mniej awaryjnymi alternatorami. Prądnice prądu stałego stosuje się nadal w elektromaszynowych konwerterach.

### Generatory elektromagnetyczne z częściami wirującymi
Jak widać w tabeli zamieszczonej powyżej, działanie większości generatorów elektrycznych oparta jest na koncepcji oddziaływania pola magnetycznego i poruszającego się przewodu, w którym generowany jest prąd elektryczny (generatory) lub na którym powstaje siła elektrodynamiczna (silniki).

### Generator MHD
Generatory MHD wytwarzają energię elektryczną bezpośrednio z przemiany energii cieplnej i kinetycznej gorącego zjonizowanego gazu przepływającego przez stałe pole magnetyczne. W generatorach MHD nie występują jakiekolwiek części ruchome.
Wynalezienie generatorów MHD zostało spowodowane faktem, że plazma po przejściu przez generator nadal ma taką temperaturę, że potrafi wytworzyć parę w kotłach klasycznych elektrowni cieplnych. Pozwala to, teoretycznie, zwiększyć sprawność takich „kombinowanych układów termodynamicznych”.
Pierwszy projekt, który doczekał się realizacji to AVCO Mk.25 z 1965 roku. W 1987 roku rząd USA współfinansował demonstracyjną instalację w 25MW elektrowni.
Obecnie (2007) elektrownie cieplne z generatorami MHD i turbogeneratorami pracujące z kombinowanym cyklem termodynamicznym, są mniej wydajne niż połączenie turbiny gazowej i klasycznego „parowego” turbogeneratora.

## Wzbudzenie

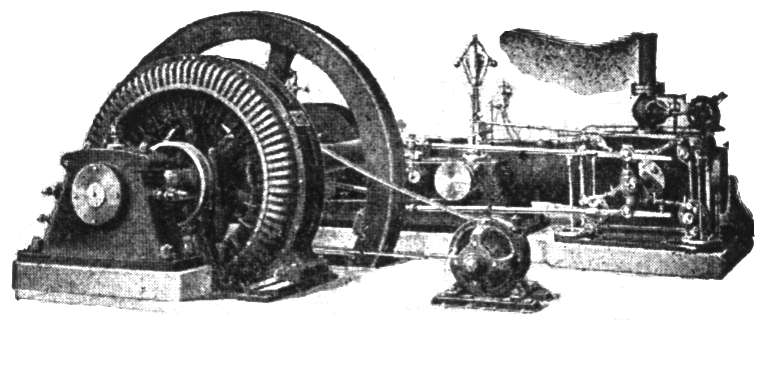
A small early 1900s 75 KVA direct-driven power station AC alternator, with a separate belt-driven exciter generator.

Strumień magnetyczny w indukcyjnych maszynach elektrycznych (generatory i silniki) jest wytwarzany przez uzwojenie wzbudzenia składające się z jednej lub kilku cewek indukcyjnych lub przez magnesy trwałe, np. magnesy neodymowe stosowane ze względu na duży strumień magnetyczny przy stosunkowo niewielkiej masie.
Jeśli uzwojenie wzbudzenia nie jest zasilane, nie pojawia się strumień magnetyczny, a w konsekwencji wirnik generatora może obracać się nie wytwarzając energii elektrycznej. W elektrowniach, w przypadku dużych generatorów, stosowane są pomocnicze małe generatory lub baterie akumulatorów wraz z odpowiednimi układami elektronicznymi – przekształtnikami DC/AC pozwalającymi zasilić uzwojenia wzbudzenia w przypadku rozruchu w trybie awaryjnym, po załamaniu się systemu energetycznego (tzw. black out) lub w przypadku pracy wyspowej, czyli pracy bez połączenia z resztą Krajowej Sieci Energetycznej bezpośrednio na zapotrzebowanie wydzielonej sieci energetycznej. Generatory awaryjne zwykle napędzane są silnikami Diesla, utrzymywanymi w stanie gotowości do rozruchu. Zasilają też inne systemy niezbędne do bezpiecznej pracy elektrowni w stanie awaryjnym.

## Obwód zastępczy
Schemat zastępczy układu generator-obciążenie pokazano na rysunku z prawej. określenie wartości napięcia {\displaystyle V_{G}} i rezystancji wewnętrznej generatora {\displaystyle R_{G}} następuje według zapisanej poniżej procedury:
- przed uruchomieniem generatora mierzy się rezystancję na zaciskach przy pomocy omomierza. Jest to rezystancja wewnętrzna generatora dla prądu stałego {\displaystyle R_{GDC}.}
- Uruchamiamy generator; przed podłączeniem do obciążenia {\displaystyle R_{L},} mierzymy napięcie na zaciskach generatora. Jest to napięcie w stanie jałowym {\displaystyle V_{G}} (Napięcie źródło napięciowe)
- podłączamy obciążenie podczas pracy generatora i mierzymy napięcie na jego zaciskach, otrzymujemy napięcie wyjściowe {\displaystyle V_{L}.}
- Mierzymy rezystancje obciążenia {\displaystyle R_{L},}
- Obliczamy rezystancję wewnętrzną prądu zmiennego {\displaystyle R_{GAC}} według następującej formuły:

{\displaystyle R_{GAC}=R_{L}\left({\frac {V_{G}}{V_{L}}}-1\right)}
Uwaga 1: Wewnętrzna rezystancja generatora podczas pracy jest niewiele większa od rezystancji zmierzonej w spoczynku. Powyższa procedura pozwala zmierzyć obie wartości. Dla Obliczeń zgrubnie można pominąć pomiary {\displaystyle R_{GAC}} i przyjąć, że wartości, {\displaystyle R_{GAC}} i {\displaystyle R_{GDC}} są sobie równe.
Uwaga 2: W przypadku kiedy generowane jest napięcie zmienne do pomiarów należy używać mierników (woltomierzy) przystosowanych do pomiaru prądu zmiennego.

## Generatory w pojazdach mechanicznych
Wczesne silniki samochodowe do początku lat 60 XX wieku wykorzystywały prądnice prądu stałego z elektromechanicznymi regulatorami napięcia. Takie prądnice nie były wydajne i charakteryzowały się dużą awaryjnością. Sukcesywnie były zastępowane alternatorami z wbudowanymi układami prostowniczymi. W pojazdach uzupełniają one po uruchomieniu silnika energię w akumulatorach. Zwykle wytwarzają prąd o natężeniu 50 – 100 A przy napięciu 12 V. Nowoczesne samochody mają elektro-hydrauliczne systemy wspomagania sterowania, systemy bezpieczeństwa i stabilizacji toru jazdy np. ESP, klimatyzację, elektronikę pokładową. Dodatkowe odbiorniki energii elektrycznej mogą powodować duży pobór mocy i przeciążać instalację. Zapobiegając nierozsądnemu wzrostowi średnicy kabli zasilających stosuje się często napięcie 24 V. Ciężarówki zwykle mają instalację o napięciu 24 V, pozwalającą zasilić rozrusznik silnika wysokoprężnego o dużej mocy.
Alternatory samochodowe mają zwykle 50–60% wydajność w szerokim zakresie prędkości i nie używają magnesów stałych jako magneśnic. Odkąd opanowano technologię spiekania i metalurgii proszków spadły koszty wytwarzania magnesów neodymowych, przez co zaczęto stosować je w alternatorach. Zwłaszcza w alternatorach stosowanych w motocyklach, ze względu na niską wagę i prostotę budowy takiego rozwiązania. Takie rozwiązania konstrukcyjne stosowane są także w samochodach hybrydowych.
Przykładem małego generatora prądu przemiennego (nazywanego potocznie prądem zmiennym) jest dynamo rowerowe. Dostarcza ono prądu do 0,5 A przy napięci 6 V lub 12 V (moc rzędu 3 – 6 W). Zastosowanie magnesu stałego jako magneśnicy pozwala wyeliminować konieczność zasilania obwodu wzbudzenia przez zewnętrzne źródło zasilania. W zależności od rodzaju materiału, z jakiego wykonano magneśnicę maksymalna wydajność takiego rodzaju zasilania oświetlenia wynosi 60%, przy typowym wynoszącym około 40%. Dynamo rowerowe jest coraz rzadziej stosowane. Wypierane jest przez oświetlenie LED z akumulatorami o dużej pojemności.
Ze względu na coraz szersze stosowanie elektroniki do nawigacji i systemów sterowania (samoster) na jachtach żaglowych rośnie zużycie energii elektrycznej. Szeroko stosowane są małe turbiny wiatrowe zamocowane na topie masztu lub wysuwane tunelowe turbiny wodne o konstrukcji zbliżonej do pomp łopatkowych. Parametry tych generatorów są tak dobrane by maksymalną efektywność osiągały przy typowej prędkości marszowej. Zasilają poprzez regulatory napięcia akumulatory i elektryczną instalację pokładową.

## Generator spalinowy

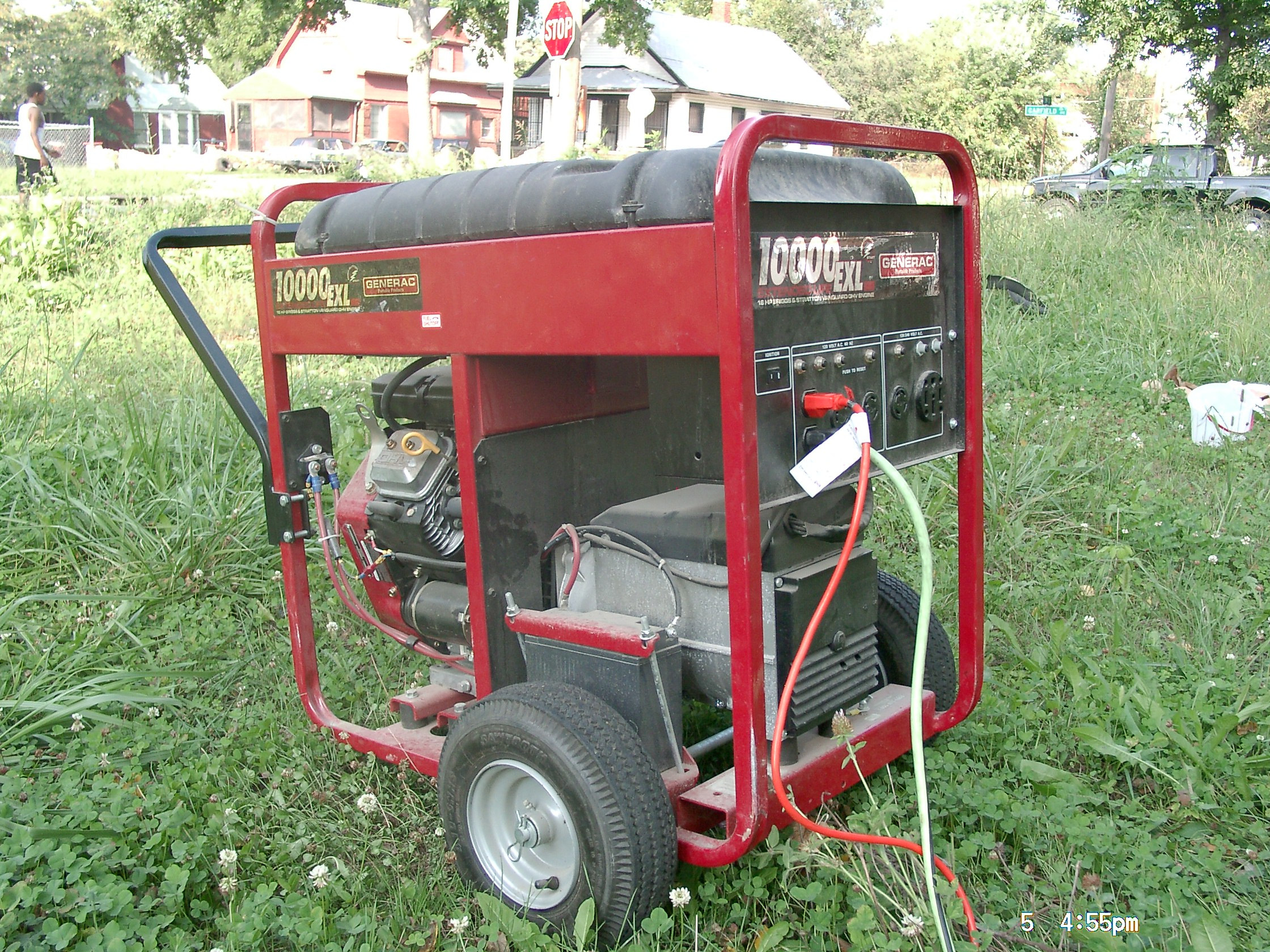
Generator spalinowy

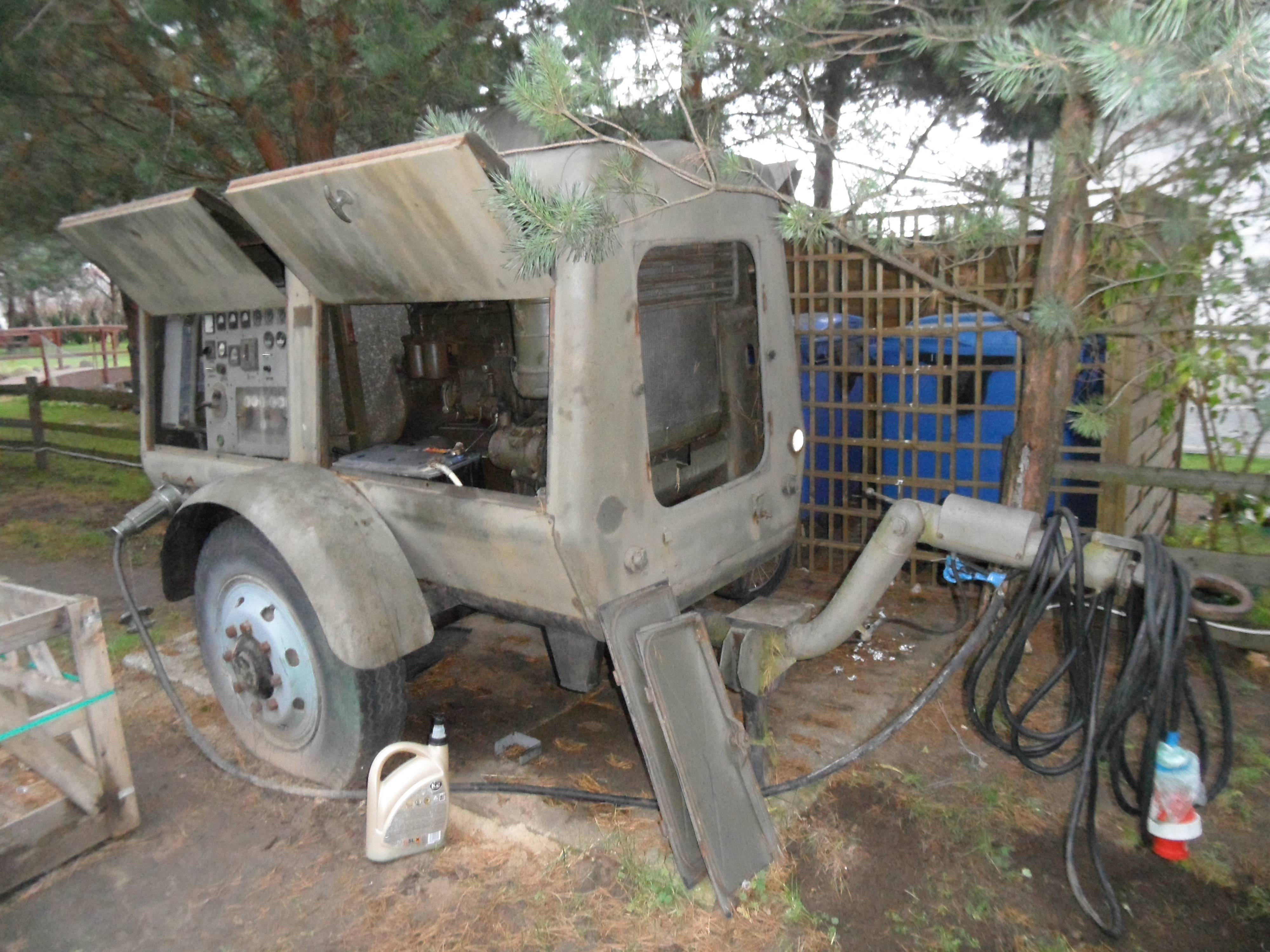
Przewoźny generator prądu elektrycznego

Generator spalinowy, zwany także agregatem prądotwórczym, jest połączeniem w jednym zintegrowanym bloku: układu sterującego, silnika spalinowego wraz z układem rozruchowym i generatora prądu zmiennego. W przypadku małych mocy (kilka-kilkanaście kW) elementy umieszczone są wewnątrz ramy tak by ułatwić przenoszenie. Zastosowany jest wtedy silnik benzynowy, ze względu na łatwość rozruchu i niską wagę. Generatory spalinowe większych mocy napędzane są silnikami wysokoprężnymi lub turbinami gazowymi. Wykonywane zwykle, jako instalacje stacjonarne, ale także istnieją przewoźne generatory z turbinami gazowymi o mocy ponad 2 MW. Generatory spalinowe stosowane są, jako rezerwowe źródła zasilania dla szpitali, elektrowni czy stacji transformatorowych, w miejscach, do których nie dociera sieć energetyczna lub istnieje konieczność czasowego zwiększenia mocy źródeł energii elektrycznej.

## Generatory elektryczne zasilane siłą mięśni

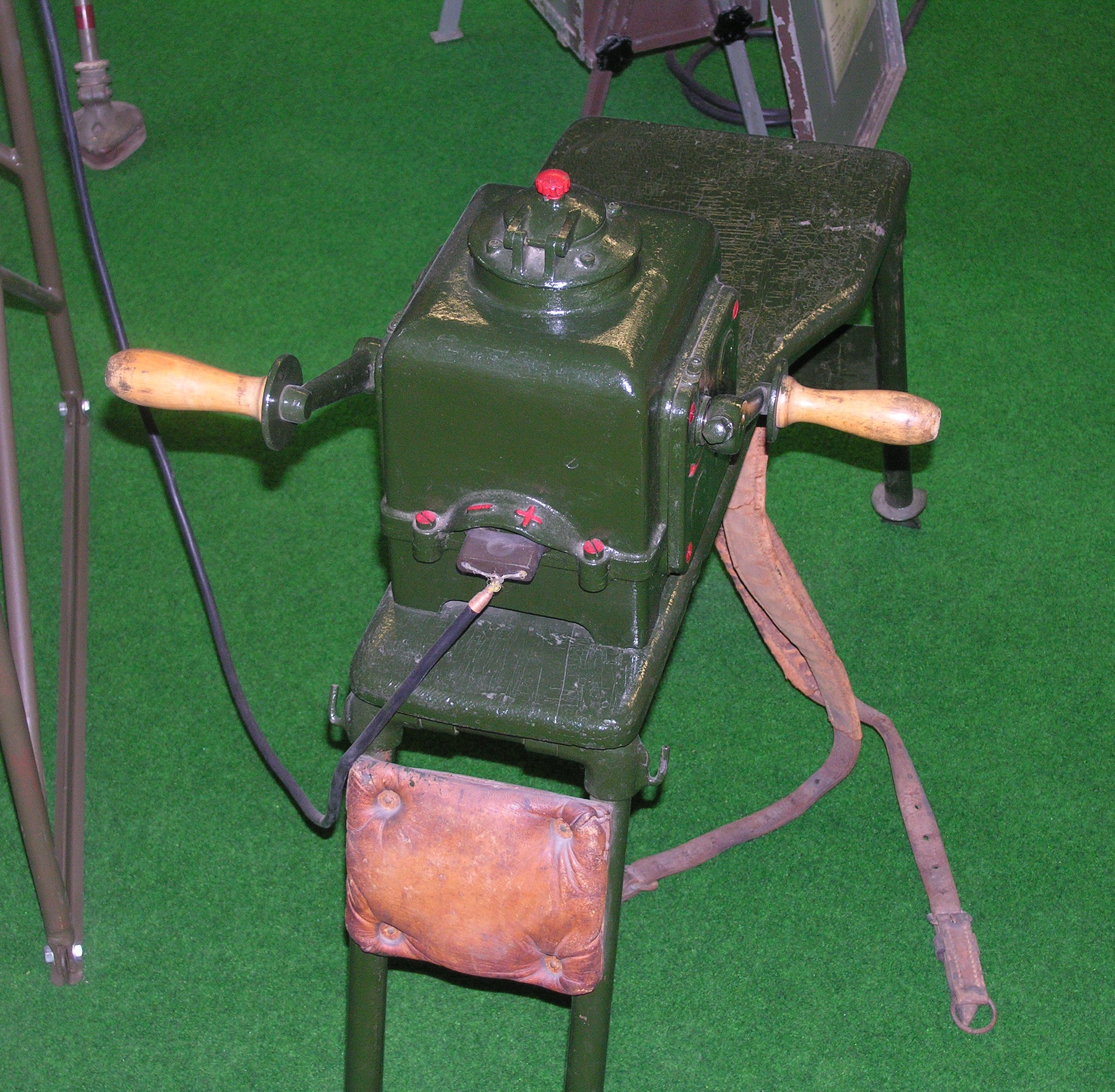
Ręczny generator prądu

Generatory mogą być także zasilane siłą mięśni. Takie konstrukcje mogą być stosowane w czasie wojny lub miejscach pozbawionych zasilania, np. w czasie katastrof. Ze względu na małą moc mogą zasilać radiostacje polowe. napędzane były mechanizmem korbowym lub montowane tak by można było je napędzać odpowiednio przystosowanymi rowerami. Takie konstrukcje mogły służyć także do ładowania akumulatorów.
Spotyka się wykonania małych prądnic prądu stałego służących do zasilania oświetlenia roweru. Dynama rowerowe montowane są w piastach kół lub tak, by mogły być napędzane przez oponę roweru.
Obecnie bywają stosowane do zasilania radioodbiorników lub latarek LED-owych. Czasem spotyka się wykonania pozwalające zasilać telefony komórkowe. Wytwarzane są także błyskowe światła sygnalizacyjne zasilane siłą mięśni, które umieszcza się na tratwach ratunkowych. Stosowane są w tym przypadku mechanizmy sprężynowe lub bezpośrednie napędzanie małej prądnicy prądu stałego z układu korbowego.